# 林登巴赫河
47°39′06″N 11°10′01″E / 47.65174°N 11.16693°E

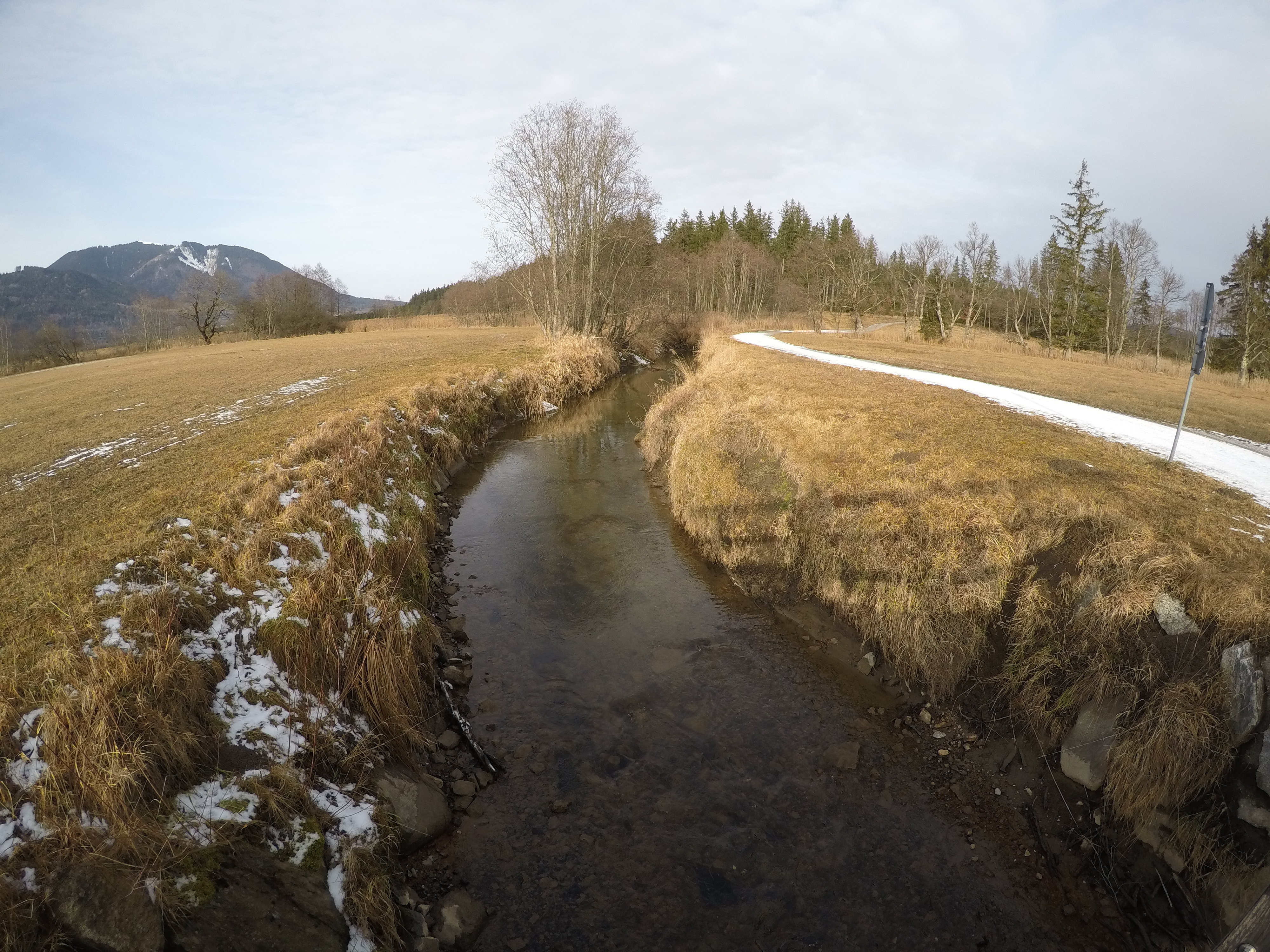

林登巴赫河（德語：Lindenbach），是德國的河流，位於該國東南部，由巴伐利亞負責管轄，屬於拉姆薩赫河的左支流，河道全長10公里，流經上巴伐利亞行政區。